# Клаус фон Клицинг
Клаус фон Клицинг (Срода Вјелкополска, 28. јун 1943) немачки је физичар, који је 1985. године добио Нобелову награду за физику „за откриће квантног Холовог ефекта”.